# Christian Ditlev Reventlow

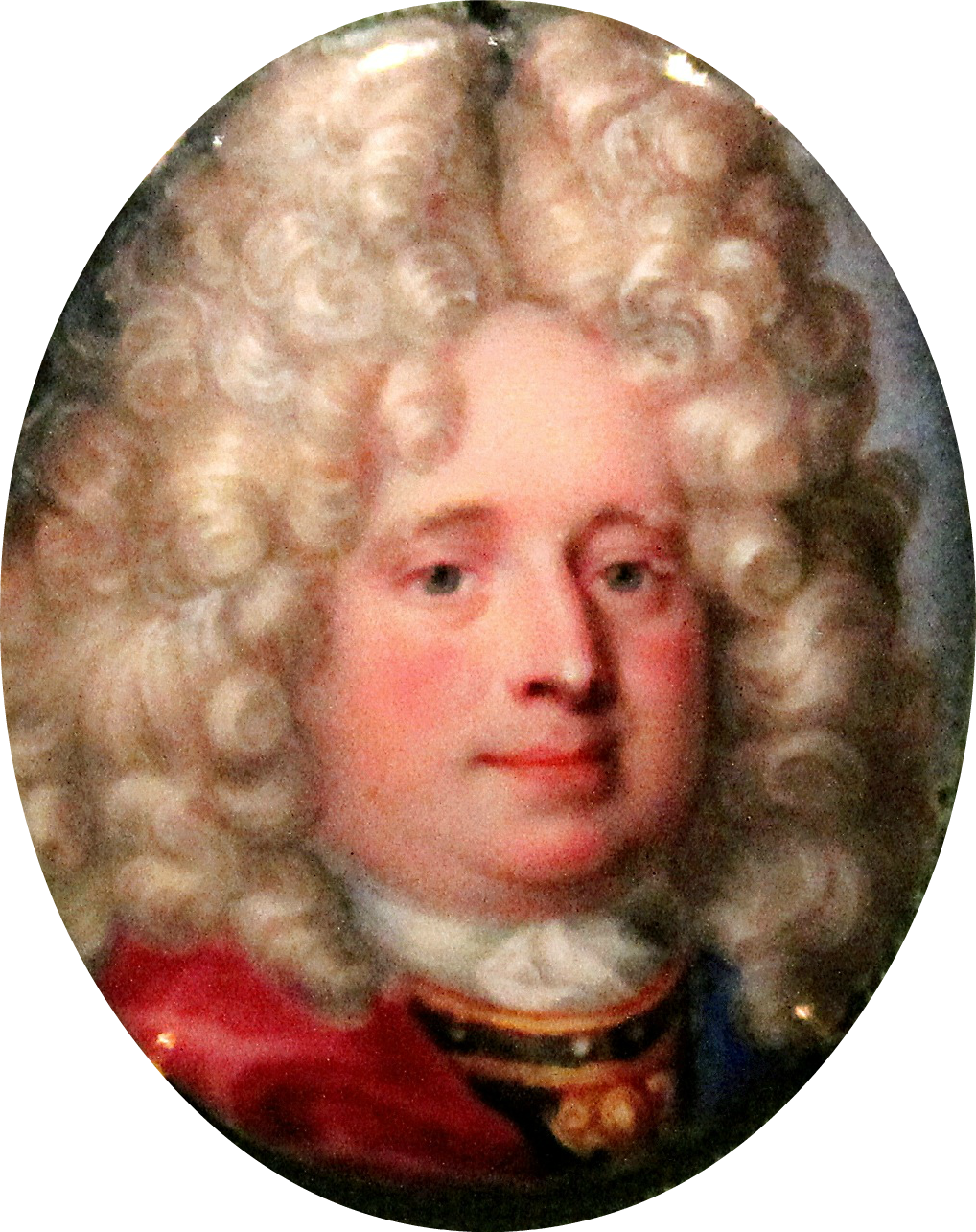
Christian Ditlev Reventlow, miniatyrporträtt på danska nationalhistoriska museet på Frederiksborg slott i Hillerød

För nedanståendes son, riksrådet med samma namn: se Christian Ditlev Reventlow.
För nedanståendes sonson, statsministern med samma namn: se Christian Ditlev Frederik Reventlow.
Christian Ditlev Reventlow, född den 21 juni 1671, död den 1 oktober 1738, var en dansk greve och general. Han var son till storkansler Conrad Reventlow.

## Biografi
Efter snabbt avslutade studier på Köpenhamns universitet efterträdde Reventlow 1690 sin far i dennes ämbeten som länsman och landsråd och 1699 blev han överjägmästare. Samtidigt hade han en framstående karriär som officer och deltog i flera utländska fälttåg i det spanska tronföljdskriget. När Reventlow 1707 kom hem till Danmark igen blev han general av infanteriet och 1708-1709 eskorterade han den danske kungen Fredrik IV på dennes resa till Italien. När Danmark åter förklarade krig mot Sverige 1709 utnämndes han till överbefälhavare. 
Reventlow var kritisk till den danske kungens planer och därför inte så intresserad av att föra krig. Den 2 november 1709 landsteg han dock med en dansk armé på 15 000 man vid Råå, söder om Helsingborg. Då han inte mötte något motstånd kunde han snabbt avancera inåt landet. I februari 1710 hade den svenske generalen Magnus Stenbock samlat ihop en armé för att möta Reventlow. Stenbock rörde sig ner mot Helsingborg för att skära av de danska försörjningslinjerna och Reventlow tvingades att vända om. Samtidigt insjuknade Reventlow plötsligt och var tvungen att lämna över befälet till generallöjtnant Jørgen Rantzau och därför var han inte med om det katastrofala nederlag danskarna led utanför Helsingborg. Trots detta avskedades han som överbefälhavare efter slaget.
År 1713 utnämndes han till överpresident i Altona som senare blev nerbränt av svenska trupper under Magnus Stenbock. Hans kunskaper från återuppbyggandet av Altona blev välbehövliga när Köpenhamn brann år 1728 och Reventlow bistod med experits. Hans framfusiga sätt sågs dock inte med blida ögon av stadens magistrat och man drog en suck av lättnad när han blev avskedad efter tronskiftet 1730. Han drog sig då tillbaka till sina gods där han grundade grevskapen Hardenberg och Christiansborg (det senare fick under hans son byta namn till Christianssæde, då den dåvarande danske kungen Kristian VI krävde ensamrätt på namnet Christiansborg).